# ブロンクス物語 (ミュージカル)
『ブロンクス物語』（ブロンクスものがたり、A Bronx Tale）は、チャズ・パルミンテリ脚本の戯曲『ブロンクス物語』を基にした、パルミンテリ脚本、アラン・メンケン作曲、グレン・スレイター作詞によるミュージカル。2016年2月4日、オリジナルである一人舞台の演劇作品からのミュージカル化の構想に10年をかけ、ニュージャージー州ミルバーンのペーパーミル・プレイハウスにて初演され、同年12月1日、ブロードウェイで開幕した。
映画『ブロンクス物語』を監督したロバート・デ・ニーロが、2007年にブロードウェイにて一人舞台版の演出を行なったジェリー・ザクスと共に演出を行なった。セルジオ・トルジロが振付、トミー・モトーラがプロデューサーを務めた。

## プロダクション
2016年、ブロードウェイにあるロングエイカー・シアターにて11月3日にプレビュー公演が、12月1日に本公演が開幕した。ビューフ・ボリットが装置デザイン、ウィリアム・アイヴィ・ロングが衣裳デザイン、ハウエル・ビンクリーが照明デザイン、ギャレス・オウエンが音響デザインを務めた。カロジェロ役にボビー・コンテ・ソーントン、ソニー役にトニー賞ノミネートのニック・コーデロ、ヤング・カロジェロにハドソン・ロヴェロとエイサン・スポレックのWキャスト、ロレンツォ役にリチャード・H・ブレイク、ジェーン役にアリアナ・デボス、ロジーナ役にルシア・ジャネッタ、タイロン役にブラッドリー・ギブソンが配役された。2017年8月31日、ジェーン役代役クリスティアーニ・ピッツがアリアナ・デボスの後継で本役となり、11月9日、アダム・カプランがボビー・コンテ・ソーントンの後継でカロジェロ役に配役された。2018年5月3日、5月24日から期間限定でパルミンテリがソニー役を演じることが発表された。2018年6月27日、8月5日に29回のプレビュー公演、700回の本公演上演後に閉幕することが発表された。
2018年1月30日、同年秋から全米ツアー公演が行なわれることが発表された。2018年10月、ニューヨーク州ロチェスターでツアー公演が開幕し、ソニー役にジョー・バーバラ、ロレンツォ役にリチャード・H・ロレンツォが配役された。

## 使用楽曲
| 第1幕 - "Belmont Avenue" – カロジェロ、アンサンブル - "Look to Your Heart" – ロレンツォ、ヤング・カロジェロ - "Roll 'Em" – ソニー、ヤング・カロジェロ、アンサンブル - "I Like It" – ヤング・カロジェロ、アンサンブル - "Giving Back the Money" – ロレンツォ、ヤング・カロジェロ、ロジーナ・ソニー - "I Like It (Reprise)" – カロジェロ、ヤング・カロジェロ、ソニー、アンサンブル - "Ain't It The Truth" – カロジェロ、ハンサム・ニック、クレイジー・マリオ、サリー・スリック - "Out of Your Head" – カロジェロ、ジェーン、アンサンブル - "Nicky Machiavelli" – ソニー、アンサンブル - "These Streets" – ロレンツォ、ソニー、ロジーナ、アンサンブル | 第2幕 - "Webster Avenue" – ジェーン、カロジェロ、タイロン、ジェス、デニス、フリーダ - "Out of Your Head (Reprise)" – ジェーン - "One of the Great Ones" – ソニー - "Ain't It The Truth (Reprise)" – タイロン、ジェス - "Look to Your Heart (Reprise)" – ロジーナ - "One of the Great Ones (Reprise)" – カロジェロ - "Hurt Someone" – カンパニー - "In a World Like This" – カロジェロ、ジェーン、アンサンブル - "The Choices We Make" – カンパニー |

## 出演者
主要登場人物のオリジナル・キャストを以下に示す。
| 登場人物           | ペーパーミル・プレイハウス・キャスト | オリジナル・ブロードウェイ・キャスト    | 全米ツアー公演キャスト              |
| ------------------ | ------------------------------------ | --------------------------------------- | ----------------------------------- |
| カロジェロ         | ジェイソン・ゴテイ                   | ボビー・コンテ・ソーントン              | ジョーイ・バレイロ                  |
| ソニー             | ニック・コーデロ                     | ニック・コーデロ                        | ジョー・バーバラ                    |
| カロジェロ子供時代 | ジョシュア・コリー                   | ハドソン・ロヴェロ エイサン・スポレック | フランキー・レオニ シェーン・プライ |
| ロレンツォ         | リチャード・H・ブレイク              | リチャード・H・ブレイク                 | リチャード・H・ブレイク             |
| ロジーナ           | ルシア・ジャネッタ                   | ルシア・ジャネッタ                      | ミシェル・アヴァレナ                |
| ジェーン           | ココ・ジョーンズ                     | アリアナ・デボス                        | ブリアナ・マリー・ベル              |
| タイロン           | N/A                                  | ブラッドリー・ギブソン                  | アントニオ・ビヴァリー              |